# Naresar

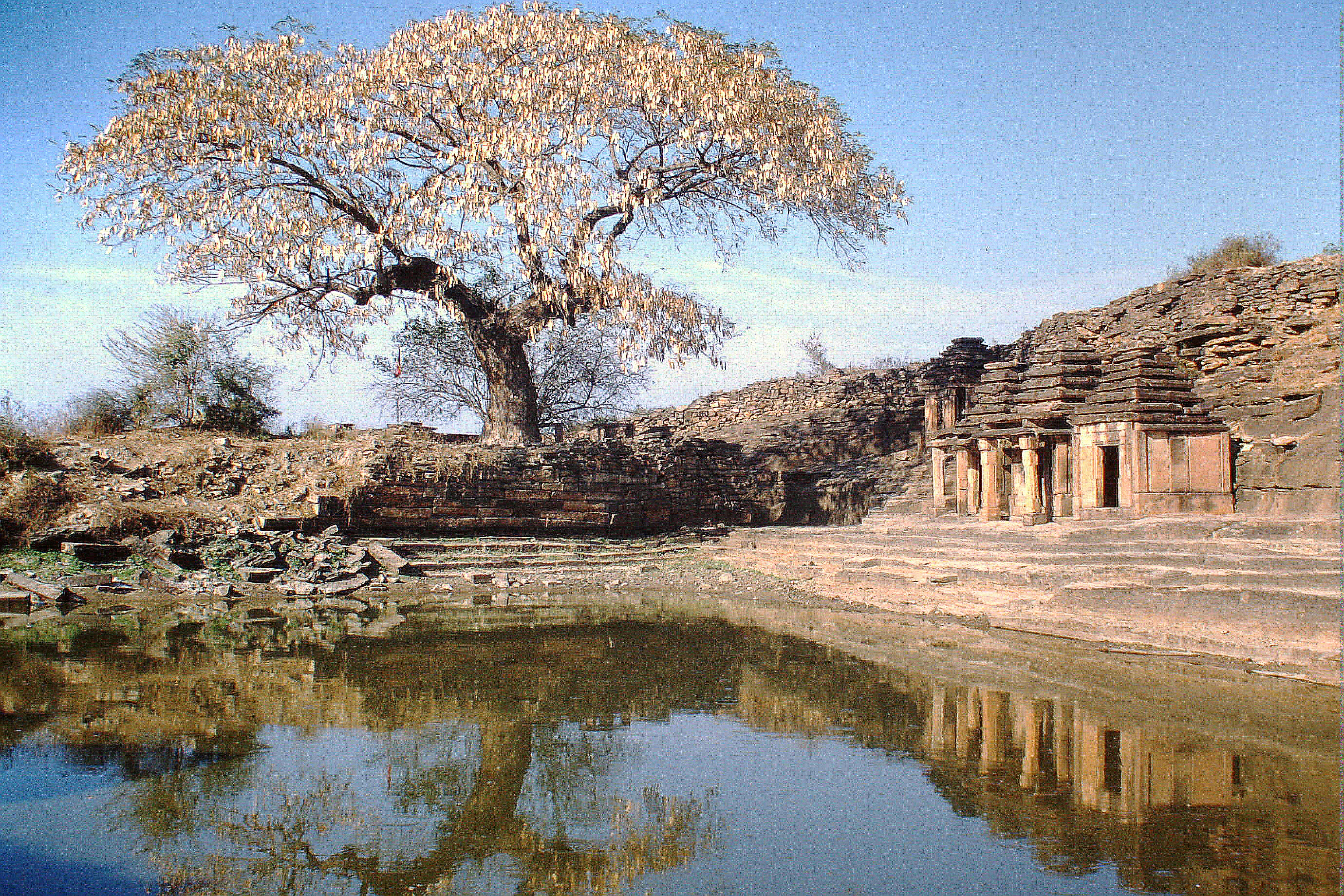
Naresar – Tempelteich und 'Seetempel' (6./7. Jh.) mit ungegliederten Außenwänden und gestuften Steindächern ohne ringförmige Schlusssteine (amalakas); drei Tempel haben kleine, auf Pfeilern ruhende Vorhallen (mandapas).

Naresar ist ein kleines Dorf mit nur etwa 100 Einwohnern im indischen Bundesstaat Madhya Pradesh. In geringer Entfernung vom Ort stehen etwa 20 hinduistische Steintempel.

## Lage
Der Ort liegt etwa 18 km (Luftlinie) in nordöstlicher Richtung von Gwalior entfernt auf einem langgestreckten, ca. 185 m hohen Felsshügel. Bis zur etwa 20 km entfernten Ortschaft Baretha ist die Straße in Richtung Etawah asphaltiert, von dort schlängelt sich eine ca. 5 km lange Piste westwärts und leicht bergauf nach Naresar.
Für Wanderer empfiehlt sich folgender Weg: Busse oder Rikschas von Gwalior in Richtung Etawah halten auf Anfrage etwa 1 km hinter einem eingezäunten Flughafengelände; nördlich der Straße liegt eine langgestreckte, knapp 200 m hohe Bergkette mit einem ca. 2 km entfernten, weißgetünchten und somit gut sichtbaren Einsiedler-Tempel – von dort sind es noch etwa 1,5 km in nordöstlicher Richtung bis nach Naresar. Die Tempelstätte befindet sich weitere 1,5 km vom Ort entfernt und ist nur zu Fuß erreichbar.
Wohl aufgrund ihrer abgelegenen Lage sind die Tempel von Naresar in der Zeit des islamischen Vordringens in Nordindien unzerstört geblieben und somit vergleichsweise gut erhalten.

## Geschichte
Zur Geschichte des Ortes, der ehemals Naleshvara hieß, und der Tempel existieren keinerlei schriftliche Aufzeichnungen. Angesichts der Vielzahl von Tempeln (mandira) muss man jedoch davon ausgehen, dass es sich in mittelalterlicher Zeit um ein regional bedeutsames Pilger- und Wallfahrtszentrum gehandelt hat. Wahrscheinlich waren es Einsiedler-Asketen (Sadhus oder Rishis), die sich an diesen abgelegenen, aber mit ausreichend Wasser versorgten Ort zurückzogen, in Stroh- oder Reisighütten lebten, und so die Keimzelle für das Entstehen der Pilgerstätte bildeten.

## Tempel
Die meisten Tempel sind entweder nach Osten oder aber nach Westen orientiert; nur drei Tempel weichen von diesen klassischen Ausrichtungen ab. Die Tempel haben zumeist eine quadratische Cella; offene Vorhallen (mandapas) sind nur bei drei frühen Tempeln zu sehen – die späteren haben seitlich geschlossene Portalvorbauten (antaralas). Die Form der Dächer entwickelt sich von Pyramidendächern hin zu Shikhara-Türmen – beide in Kragsteintechnik. Die frühen Tempel haben allesamt noch keinen ringförmigen Schlussstein (amalaka). Keiner der Tempel hat Jali-Fenster; Belichtung und Belüftung der Cella erfolgen ausschließlich über das stets geöffnete Eingangsportal, das in manchen Fällen 'T'-förmig – d. h. mit verbreitertem Sturzbalken über der Tür – ausgebildet ist. Der Zugang zu den Tempeln wird von einer steinernen Schwelle versperrt, die die Cella vor eindringendem Wasser und Ungeziefer schützen sollte, gleichzeitig aber auch hoheitliche Aspekte hat.
Die Tempel lassen sich in drei Gruppen unterteilen: Die vier 'Seetempel' (6./7. Jahrhundert) bilden eine Gruppe an einem – teilweise natürlichen, teilweise künstlich aufgestauten – Tempelteich, in dem oft das ganze Jahr über Wasser steht. Vier 'Wegtempel' (7. Jahrhundert) bilden eine weitere Gruppe eingangs der Schlucht und rechts des hinabführenden Weges auf einer eigenen Terrasse. Die 'Schluchttempel' (meist 8. Jahrhundert) stehen etwa 300 m vom Teich entfernt am oberen Ende einer Schlucht, in der sich nach heftigen oder langanhaltenden Regenfällen ein Sturzbach oder sogar ein Wasserfall bildet. Das Element Wasser – gleichbedeutend mit lebenspendender Fruchtbarkeit – spielte mit Sicherheit eine große Rolle bei der Wahl des Ortes und der Platzierung der Tempel.

### Seetempel
Die vier 'Seetempel' stehen in einer Reihe oberhalb des Abflussniveaus des Teichs; sowohl aus dem Felsgestein herausgearbeitete als auch von Menschenhand geschaffene, aber größtenteils zerstörte Treppenstufen (ghats) führen zum Wasser. Die Tempelbauten sind architektonisch sehr einfach gestaltet – auf Gliederungselemente und figürliches oder ornamentales Baudekor wird weitgehend verzichtet. Drei von ihnen haben allerdings eine kleine auf zwei Pfeilern ruhende Vorhalle (mandapa), wobei Vorhalle und Cella eines Tempels von einem gemeinsamen Dach bedeckt werden. Die pyramidenförmigen Dächer sind mehrfach abgestuft. In zwei Tempeln wurden Yogini-Figuren mit kurzen Inschriften gefunden, die auf eine Entstehungszeit der Figuren im 12. Jahrhundert verweisen; die Yogini-Skulpturen befinden sich heute im Archäologischen Museum von Gwalior. Die Tempel selbst machen einen sehr altertümlichen Eindruck und könnten auch im 6. oder 7. Jahrhundert errichtet worden sein.

### Wegtempel

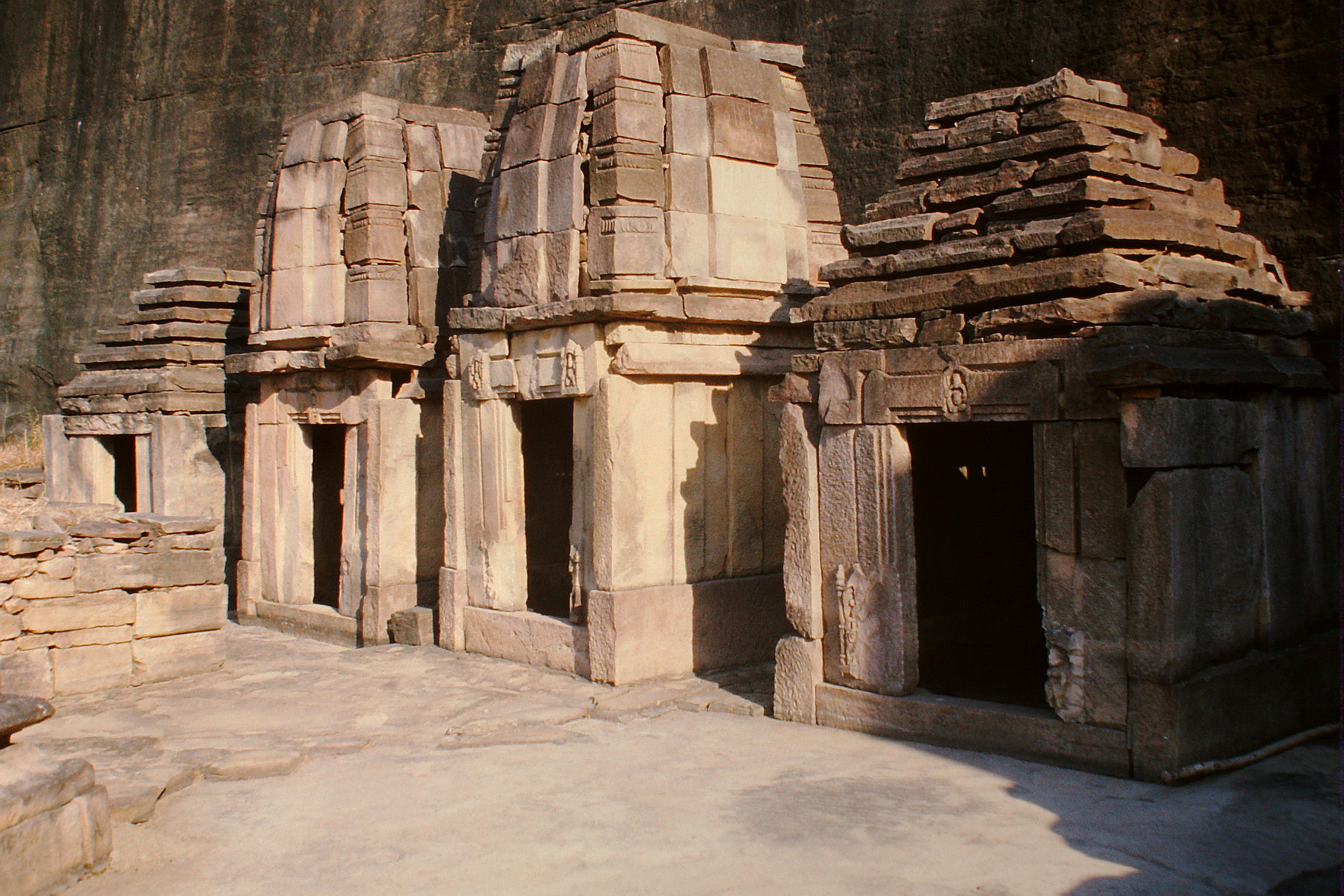
Naresar – 'Wegtempel' (7. Jh.)

Eine weitere Gruppe von vier nebeneinanderliegenden Tempeln ('Wegtempel') steht rechts des über Treppen weiter nach unten führenden Weges auf einer eigenen kleinen Terrasse. Alle vier Tempel bestehen nur aus einer quadratischen Cella ohne Säulenvorhalle (mandapa) oder Portalvorbau (antarala); zwei haben gestufte Pyramidendächer, zwei andere einfache, leicht gegliederte und gekrümmte Shikhara-Türme ohne Dekor und Spitze. Eine Unterteilung der Außenwände oder ein Nischendekor sind nicht zu erkennen. Gegliederte und zurückgestufte Portalgewände sind nur in Ansätzen vorhanden; der Bauschmuck beschränkt sich auf wenige einfache Figurenreliefs. Somit ist eine Datierung ins 7. Jahrhundert wahrscheinlich.

### Schluchttempel
Die 'Schluchttempel' stehen jenseits einer über den meist trockenen Bach führenden Brücke und z. T. ebenfalls nebeneinander auf mehreren von Menschenhand geschaffenen Terrassen; aus stilistischen Erwägungen sind sie der frühen Pratihara-Zeit (1. Hälfte des 8. Jahrhunderts) zuzuordnen. Nahezu alle haben einen quadratischen Grundriss mit einem vorgelagerten kleinen geschlossenen Vorraum (antarala). Die Außenwände sind stärker gegliedert als bei den See- oder Wegtempeln; die – meist fünfteilige (pancharatha) – Außenwandgliederung setzt sich auch in den steil aufragenden Shikhara-Türmen fort, die ursprünglich fast ausnahmslos von einem amalaka-Schlussstein bekrönt wurden.
- Tempel Nr. 19

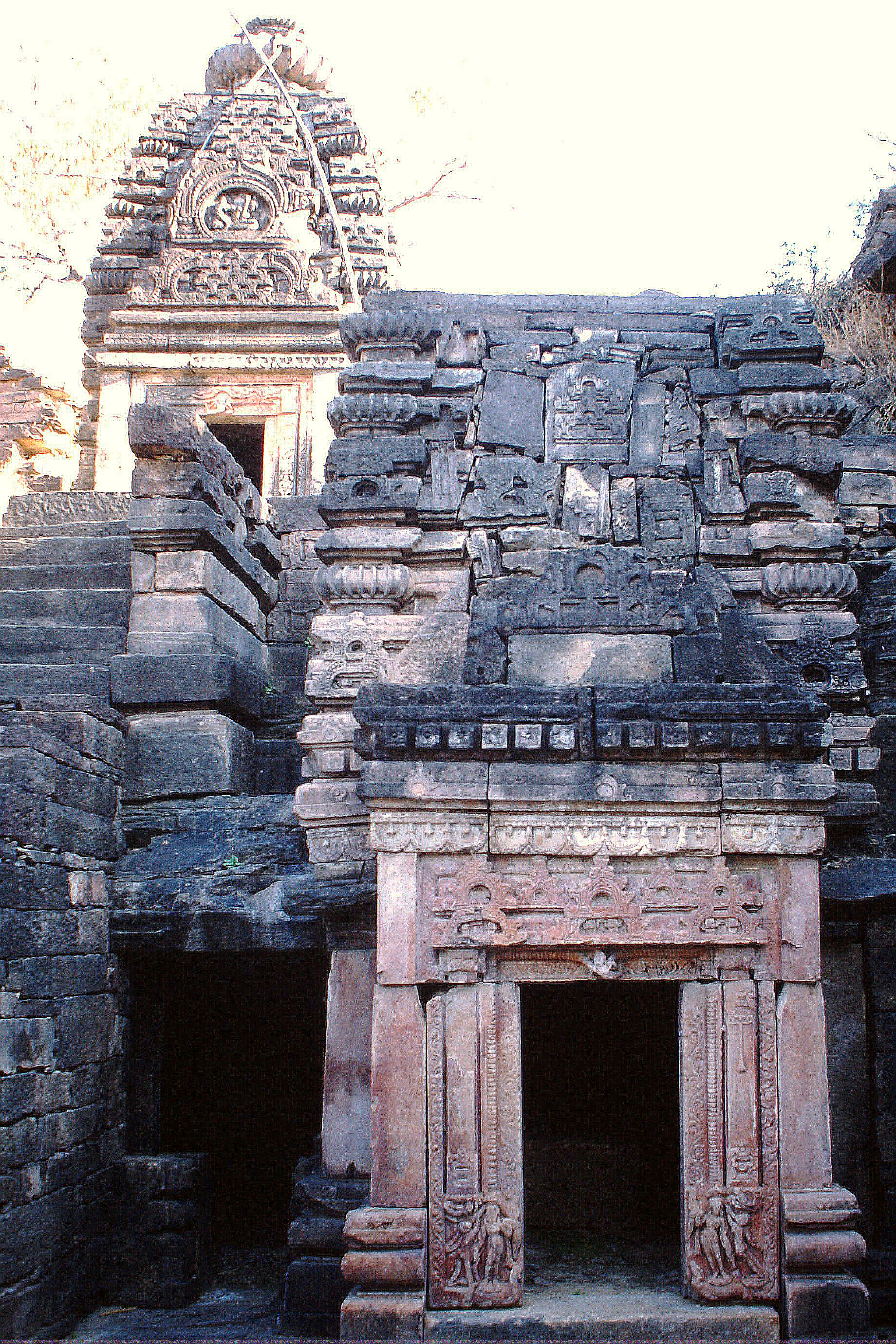
Naresar, 'Schluchttempel' – Die Tempel Nr. 19 und 23 (8. Jh.) haben einen seitlich geschlossenen Portalvorbau (antarala). Der Tempel Nr. 23 (im Hintergrund) hat einen voll entwickelten Shikhara-Turm mit einem ringförmigen Schlussstein (amalaka).

Der rückwärtige Teil des Tempels Nr. 19 (Sitalesvara-Mandir) ist aus dem Fels herausgehauen; der weitaus größere Teil des Baus ist aber aus Hausteinen errichtet. Der gesamte Shikara-Turm wurde aus Bruchstücken mehr schlecht als recht rekonstruiert, die Spitze fehlt. Das Portal zeigt die beiden Flussgöttinnen Ganga und Yamuna in der Sockelzone; das vierteilige Portalgewände enthält einen reichhaltigen Ornamentschmuck, darunter an Ketten hängende Glöckchen, die in vielen Hindu-Tempeln noch real vorhanden sind und von den Gläubigen beim Betreten geläutet werden. Der Sturz des Portals zeigt einen architekturähnlichen Aufbau mit den obligatorischen Fensternischen (chandrasalas). Darüber verläuft ein Dekorfries aus kleinen hängenden Girlanden, der um den ganzen Tempelbau herumgeführt wird.
Auf beiden Seiten des Portalgewändes findet sich eine Inschrift, die den Namen Naleshvara erwähnt, eine wahrscheinlich auf einen Beinamen Shivas Bezug nehmende Bezeichnung, von der auch der Name des Ortes abgeleitet sein dürfte.
- Tempel Nr. 20

Die Cella des Tempels Nr. 20 (Devi-Mandir) ist nicht quadratisch, sondern ausnahmsweise querrechteckig gestaltet und schließt oben – konsequenterweise und im Gegensatz zu allen anderen Tempeln der Hauptgruppe – mit einem quergelagerten steinernen Schlussbalken ab wie er sich nur wenige Jahre später auch am Teli-ka-Mandir in Gwalior findet. In den mehrfach gegliederten, aber im Wesentlichen steinsichtigen  Außenwänden finden sich vier Nischen mit Götterbildnissen (Ganesha, Parvati, Surya und Vishnu). Das Portalgewände zeigt die obligatorischen Ganga- und Yamuna-Figuren begleitet von Wächtern und Dienerinnen in der Sockelzone; darüber musizierende und tanzende Ganas. In der Mitte des Sturzbalkens (Lintel) findet sich eine – bereits arg zerstörte – Garuda-Figur, über der 'Himmlische Wesen' eine Krone und Schmuckgirlanden bereithalten.
- Tempel Nr. 23

Der Tempel Nr. 23 (Durga-Tempel, Mata-ka-Mandir) steht erhöht und ist über eine Treppe erreichbar. Von allen Tempeln ist er der am besten erhaltene und wird noch immer für Kultzwecke genutzt. Auch er hat einen vorgezogenen Eingangsbereich (antarala); sein Turmaufbau zeigt im mittleren Register die für den Pratihara-Stil üblichen Dekorpaneele (udgamas) aus versetzt übereinander gestellten kleinen Fensternischen (chandrasalas) mit einem großen Scheinfenster in der Mitte und einem amalaka-Schlussstein als oberem  Abschluss. Die Cella enthält ein Bildnis der Göttin Durga als Büffeltöterin (mahisasurmardini).

## Bedeutung
Das Besondere der Tempelgruppe(n) von Naresar ist die ungewöhnliche Lage in felsigem Gelände und auf mehreren von Menschenhand geschaffenen Terrassen. Die zumeist im 7. und 8. Jahrhundert erbauten Tempel sind frühe Beispiele des zentralindischen Pratihara-Stils und gewähren vergleichende Einblicke in die Entwicklung der nordindischen Tempelarchitektur in dieser Zeit.